# پاپی پریچارد
پاپی پریچارد (انگلیسی: Poppy Pritchard؛ زادهٔ ۳ دسامبر ۲۰۰۵) بازیکن فوتبال اهل انگلستان است که در پست مهاجم برای باشگاه منچسترسیتی در سوپر لیگ زنان انگلستان بازی می‌کند.
وی همچنین در تیم ملی فوتبال زیر ۱۹ سال انگلستان بازی کرده است.